# Wellen (Németország)
Wellen település Németországban, Rajna-vidék-Pfalz tartományban. Lakosainak száma 828 fő (2023. december 31.).

## Népesség
A település népességének változása:
| Lakosok száma | 654  | 799  | 817  | 809  | 808  | 828  |
|               | 1975 | 2017 | 2019 | 2021 | 2022 | 2023 |